# Heteromycophaga
Heteromycophaga är ett släkte av svampar. Heteromycophaga ingår i klassen Tremellomycetes, divisionen basidiesvampar och riket svampar.
|                 | Tremellales                                                                                  |
|                 |                                                                                              |
|                 | Cystofilobasidiales                                                                          |
|                 |                                                                                              |
|                 | Filobasidiales                                                                               |
|                 |                                                                                              |
|                 | Moniliella                                                                                   |
|                 |                                                                                              |
| Heteromycophaga | \| \| Heteromycophaga glandulosae \| \| \| \| \| \| Heteromycophaga tremellicola \| \| \| \| |
|                 | \| \| Heteromycophaga glandulosae \| \| \| \| \| \| Heteromycophaga tremellicola \| \| \| \| |
|                 | Trichosporonoides                                                                            |
|                 |                                                                                              |
|                 | Heteromycophaga glandulosae                                                                  |
|                 |                                                                                              |
|                 | Heteromycophaga tremellicola                                                                 |
|                 |                                                                                              |

|  | Heteromycophaga glandulosae  |
|  |                              |
|  | Heteromycophaga tremellicola |
|  |                              |